# Pottia latzii
Pottia latzii là một loài rêu trong họ Pottiaceae. Loài này được Catches. mô tả khoa học đầu tiên năm 1980.